# SpaceX Crew-7
SpaceX Crew-7 fue el séptimo vuelo operativo tripulado del Programa de Tripulación Comercial de la NASA en la nave espacial Crew Dragon, y el undécimo vuelo orbital tripulado en general. El lanzamiento de la misión fue el 26 de agosto de 2023, acoplandose a la ISS el dia 27 de agosto.

## Tripulación
| Puesto                   | Astronauta                                                    | Astronauta                                                    |
| ------------------------ | ------------------------------------------------------------- | ------------------------------------------------------------- |
| Comandante               | Jasmin Moghbeli, NASA Expedición 69 / 70 Primer vuelo         | Jasmin Moghbeli, NASA Expedición 69 / 70 Primer vuelo         |
| Piloto                   | Andreas Mogensen, ESA Expedición 69 / 70 Segunda vuelo        | Andreas Mogensen, ESA Expedición 69 / 70 Segunda vuelo        |
| Especialista de Misión 1 | Satoshi Furukawa, JAXA Expedición 69 / 70 Segundo vuelo       | Satoshi Furukawa, JAXA Expedición 69 / 70 Segundo vuelo       |
| Especialista de Misión 2 | Konstantin Borisov, Roscosmos Expedición 69 / 70 Primer vuelo | Konstantin Borisov, Roscosmos Expedición 69 / 70 Primer vuelo |

| Puesto                   | Astronauta                     | Astronauta                     |
| ------------------------ | ------------------------------ | ------------------------------ |
| Comandante               | Matthew Dominick, NASA         | Matthew Dominick, NASA         |
| Piloto                   | Michael R. Barratt, NASA       | Michael R. Barratt, NASA       |
| Especialista de Misión 1 | Jeanette J. Epps, NASA         | Jeanette J. Epps, NASA         |
| Especialista de Misión 2 | Alexander Grebenkin, Roscosmos | Alexander Grebenkin, Roscosmos |

## Misión
La misión estaba planeada para lanzarse el 15 de agosto de 2023 con el relevo de la SpaceX Crew-6 con la tripulación de la Expedición 70 y se aplazó al día 25 de agosto para terminar de preparar el lanzamiento. Finalmente el despegue ocurrió el dia 26 de agosto de 2023, ya que el primer intento del dia 25 de agosto fue cancelado, acoplandose a la ISS el día 27 a las 13:16 UTC.
La misión Crew-7 transportó a cuatro miembros de la tripulación Expedición 69/70 a la Estación Espacial Internacional (ISS). En agosto de 2022, una astronauta de la NASA, Jasmin Moghbeli y un astronauta de la ESA, Andreas Mogensen de Dinamarca, fueron asignados a la misión, con Mogensen como el primer no estadounidense en servir como piloto de la nave Crew Dragon. Satoshi Furukawa fue reasignado para esta misión en mayo de 2022 de la Boeing Starliner-1. El último tripulante, un cosmonauta de Roscosmos, Konstantin Borisov, fue asignado con motivo del intercambio de tripulación entre la NASA y Roscosmos en junio de 2023.
El astronauta europeo Andreas Mogensen participa en su segunda misión europea Huginn. Además sera el comandante de la Expedición 70.